# Santa Eugénia de Rio Covo
Santa Eugénia de Rio Covo ist eine Gemeinde (Freguesia) im nordportugiesischen Kreis Barcelos.

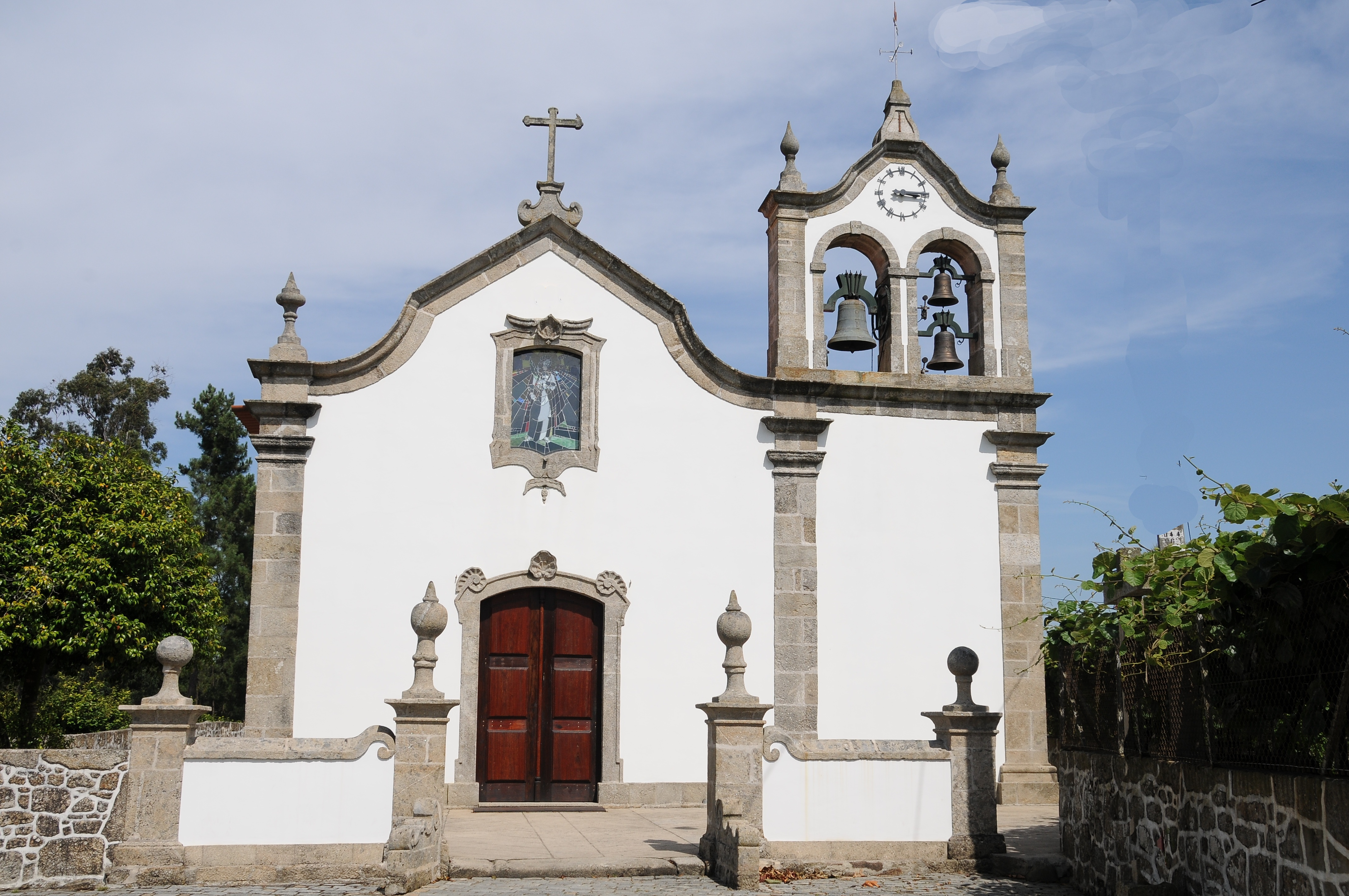
Kirche Santa Eugenia in Rio Covo

In ihr leben 1556 Einwohner (Stand 19. April 2021).